# Luc Suykerbuyk
Luc Suykerbuyk (né le 12 février 1964 à Nispen) est un coureur cycliste néerlandais des années 1980 et 1990, professionnel entre 1987 et 1992.

## Palmarès

### Palmarès amateur
- 1985
  - 5e étape du Tour de Liège
- 1986
  - Cinturón a Mallorca :
    - Classement général
    - Prologue

### Palmarès professionnel
- 1988
  - 3e étape du Tour du Pays basque
  - 2e du Tour du Pays basque
- 1989
  - 6e étape du Tour d'Espagne
  - 3e du Trophée Castille-et-León
  - 10e du Tour d'Espagne
- 1990
  - 4e étape du Tour de Murcie
  - 2eb étape du Tour d'Espagne (contre-la-montre par équipes)
  - 4e étape du Grand Prix O Jogo
  - 3e de la Route du Sud
  - 3e du Grand Prix O Jogo
  - 8e du Grand Prix du Midi libre

## Résultats sur lesgrands tours

### Tour d'Espagne
6 participations.
- 1987 : 71e du classement général.
- 1988 : 22e du classement général.
- 1989 : 10e du classement général et victoire dans la 6e étape.
- 1990 : 64e du classement général et victoire dans la 2eb étape (contre-la-montre par équipes).
- 1991 : abandon dans la 20e étape.
- 1992 : 79e du classement général.

### Tour d'Italie
1 participation.
- 1991 : 66e du classement général.

## Résultats sur les championnats

### Championnats du monde professionnels

#### Course en ligne
1 participation.
- 1989 : abandon.